# Комисия по ценните книжа и борсите (САЩ)
Комисията по ценните книжа и борсите на САЩ (на английски: Securities and Exchange Commission, съкратено КЦКБ (SEC), е федерална агенция.
Следи за правилното прилагане на федералните закони за ценните книжа и за регулиране на пазара на ценни книжа, националните стокови борси и други електронни пазари на ценни книжа в САЩ.
Създадена е през 1934 г. по време на президентството на Рузвелт за да възстанови доверието на инвеститорите към фондовия пазар в периода на Голямата депресия. Първи председател на SEC става Джоузеф Патрик Кенеди, баща на бъдещия президент на САЩ Джон Кенеди.
Комисията е създадена в съответствие със закона за търговия с ценни книжа през 1934 г. (Securities Exchange Act of 1934). Освен от този закон, дейността на комисията се регулира и от следните закони:
- Закон за ценните книжа (Securities Act of 1933)
- Закон за тръстовото споразумение от 1939 г. (the Trust Indenture Act of 1939)
- Закон за инвестиционните компании от 1940 г. (the Investment Company Act of 1940)
- Закон за инвестиционните консултанти 1940 г. (the Investment Advisers Act of 1940)
- Закон Сарбейнс — Оксли от 2002 г. (the Sarbanes-Oxley Act of 2002)

Понастоящем председател на Комисията е Джей Клейтън, назначен от президентът на САЩ Доналд Тръмп и одобрен от Сенатът на САЩ.